# RNASEH2A
Подјединице А рибонуклеазе H2, такође позната као подјединица А RNaze H2, је ензим који је код људи кодиран RNASEH2A геном.

## Функција
Протеин кодиран овим геном је компонента хетеротримерне рибонуклеазе Х типа II (RNAseH2). RNAseH2 је главни извор рибонуклеазне Х активности у ћелијама сисара. Она ендонуклеолитички пресеца рибонуклеотид е Сматра се да уклања Оказакијев фрагмент РНК прајмера током синтезе заостајућег ланца ДНК и да исеца појединачне рибонуклеотиди из ДНК-ДНК дуплекса.